# Вифлеєм (провінція)
Вифлеє́м або Витлеє́м (провінція) (араб. محافظة بيت لحم) — одна з 16 провінцій Палестинської національної адміністрації. Розташована на Західному березі річки Йордан, на південь від Єрусалиму. Столицею є місто Вифлеєм.
Населення 180 116 осіб (2006), територія 575 км², під контролем ПНА лише 80 км². Провінція складається з 10 муніципалітетів, 3 таборів для біженців і 58 сільських районів.